# Yabghu
Yabghu (en turco antiguo: 𐰖𐰉𐰍𐰆 , yabγu) o Yabgu fue una oficina estatal en los primeros estados túrquicos, aproximadamente equivalente a virrey. El título conllevaba autonomía en diferentes grados, y sus vínculos con la autoridad central de kagán variaba desde la subordinación económica y política hasta la deferencia política superficial. El título también lo habían llevado los príncipes turcos de la región del Alto Oxus en la época posterior a la heftalita.
La posición de yabgu se otorgaba tradicionalmente al segundo miembro más alto de un clan gobernante (Ashina), siendo el primer miembro el mismo kagán. Con frecuencia, el yabgu era un hermano menor del gobernante kagán, o un representante de la siguiente generación, llamado Shad. Mahmud al-Kashgari definió el título Yabgu como "posición dos pasos por debajo de Kagan", enumerando al heredero aparente Shad un paso por encima de Yabgu.
A medida que el kaganato se descentralizó, el yabgu ganó más poder autónomo dentro de la suzeranía, y los registros históricos mencionan varios estados independientes, siendo "yabgu" el título del gobernante supremo. Un ejemplo destacado fue el estado de Oguz Yabgu en Asia Central, que se formó después de la fragmentación del segundo kaganato túrquico en la década de 840. Otro ejemplo destacado fue Karluk Yabgu, el jefe de la confederación de los carlucos que en el 766 ocupó Suyab en el área de Jeti-su, y eventualmente se convirtió en un poderoso estado de los Karajánidas.

## Etimología
Hay al menos cinco teorías en la literatura reciente sobre el origen del yabgu.
- Algunos estudiosos creen que pertenece a la tradición política kushán (chino: Guishuang, 貴霜), tomado prestado por los göktürks de una lengua indoeuropea y conservado por los heftalitas .
- Otros sugieren que la palabra es una derivación del davgu turco temprano ,
- Otros, como Sims-Williams, consideraron que la palabra yabgu en lenguas turcas se había tomado prestada del chino antiguo i̯əp-g'u > xīhóu ,  traducido en caracteres chinos como 翕侯 o 翖侯. A la inversa, Friedrich Hirth sugirió que yabgu se transcribió en chino literario , con respecto a los contextos kushan y turco, como * xiap-g'u > xīhóu .  Era equivalente al título yavugo que se encuentra en las monedas Kushan de Kabul.y el yabgu sobre los antiguos monumentos turcos. La segunda parte de esta palabra china compuesta, hou ("g'u"), se refería al segundo rango de cinco rangos nobles hereditarios. Las fuentes chinas no aclaran si el título era un término descriptivo usado solo en referencia a líderes extranjeros, o si indicaba un aliado o súbdito de un imperio chino.
- Otra teoría postula un origen sogdiano para ambos títulos, "Yabgu" y "Shad". Se sabe que los gobernantes de algunos principados sogdianos tienen el título de " Ikhshid ".
- Yury Zuev consideró a Yabgu como un título "verdadero tochariano".